# Памятник Альфонсо XIII (Мадрид)
Памятник Альфонсо XIII (исп. Monumento a Alfonso XIII) расположен на территории Университетского городка в Мадриде (Испания). Он был создан испанским скульптором Фруктуосо Ордуной и представляет собой бронзовую статую короля Испании Альфонсо XIII, сыгравшего в 1920-е годы определяющую роль в строительстве этого Университетского городка.

## История и описание
В марте 1941 года Постоянный комитет совета мадридского Университетского городка поручил создание статуи Альфонсо XIII испанскому художнику и скульптору Фруктуосо Ордуне. Две гипсовые модели будущего памятника были закончены Ордуной к 1946 году. Одна из них, имевшая высоту в 5 метров, так и не была использована. Вторая же десятилетиями хранилась в мадридском пригороде Арганда-дель-Рей, пока всё-таки не была отлита из бронзы.
Густаво Вильяпалос, ректор Мадридского университета Комплутенсе, решил всё-таки поставить статую на территории Университетского городка. Памятник Альфонсо XIII был открыт 28 сентября 1988 года во время церемонии, на которой присутствовали сын Альфонсо XIII Хуан, граф Барселонский, и его супруга Мария де лас Мерседес Бурбон-Сицилийская, а также их дочери Пилар и Маргарита.
Монумент представляет собой бронзовую фигуру короля высотой около 2,5 метров, стоящего в полный рост в облачении гроссмейстера ордена Карла III и с орденом Золотого руна на шее. В левой руке он держит скипетр.
Малолюдная площадка, выбранная в качестве места для памятника, делает его лёгкой мишенью для вандалов.